# Катехизисный талер

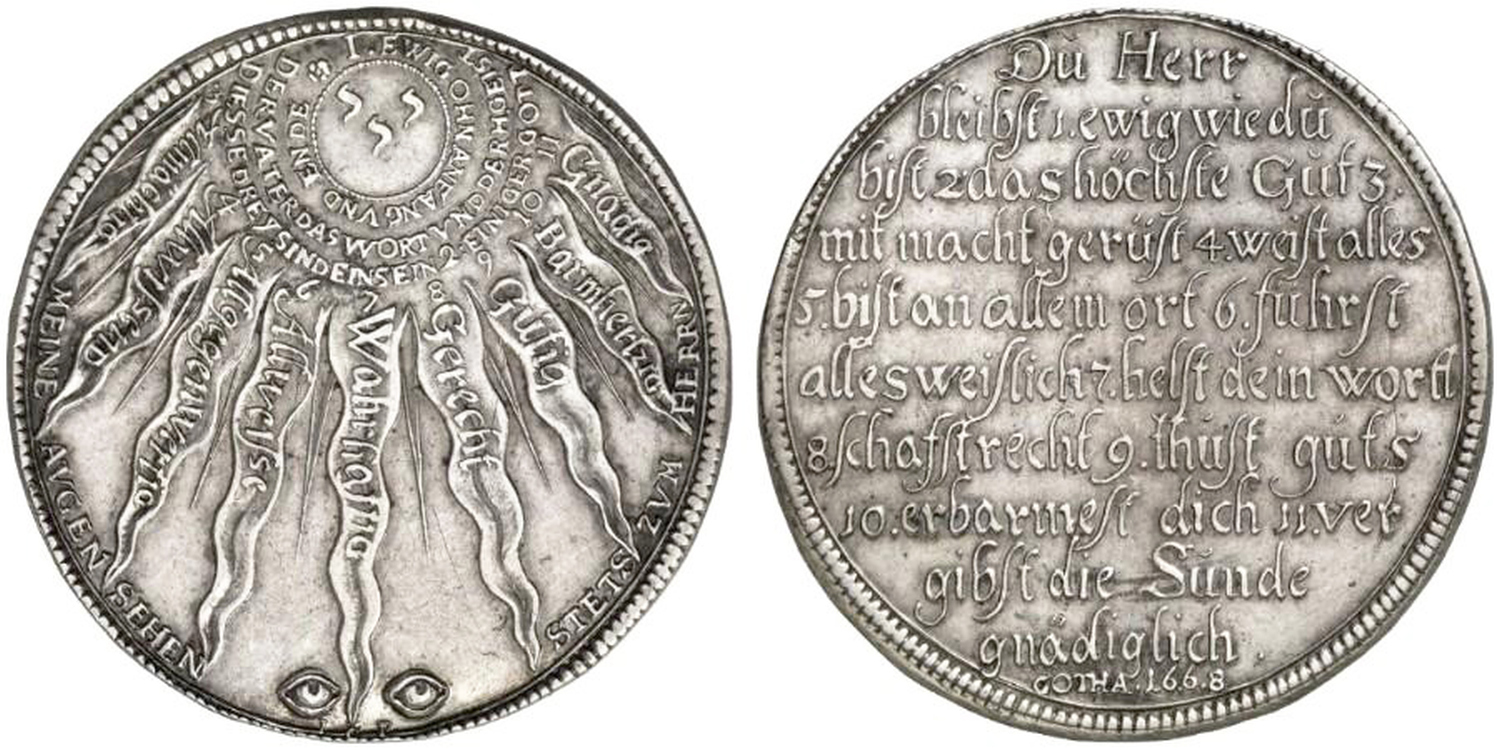
Катехизисный талер. Чеканен в г. Гота в 1668 году

Катехизисный талер (нем. Katechismustaler) — название серебряных талеров с религиозными стихами и изречениями, чеканенных между 1640 и 1675 годами в период правления Эрнста I Благочестивого — герцога Саксен-Готского и Саксен-Альтенбургского. Понятие «катехизис» включает любой официальный вероисповедный документ религиозной конфессии, однако в нумизматической литературе термином «катехизисный талер» в строгом смысле принято обозначать только талеры с религиозным содержанием, чеканеные Эрнстом I. В этой связи «катехизисный талер» не следует смешивать с иными талерами, талеровидными медалями и медалями с религиозной тематикой, отчеканенными позднее (или ранее) на различных европейских монетных дворах. К примеру, крестильный талер чеканился и после смерти Эрнста I Благочестивого, тем не менее к другим крестильным талерам, не имеющим отношения к крестильным талерам, выпущенным Эрнстом I, термин «катехизисный талер» не применяется.
На одной из сторон катехизисного талера изображены девять солнечных лучей с надписями внутри каждого луча, перечисляющие свойства бога из христианской религии. В нижней части изображены «глаза бога», разделяющие надпись на немецком языке: «MEINE AUGEN SEHEN/STETS ZUM HERRN».
Вес катехизисного талера в пределах веса обычного талера — 28-29 грамм.

## Классификация и виды катехизисных талеров Эрнста I Благочестивого
Х.Фенглер, Г.Гироу, В.Унгер в своем «Словаре нумизмата» исходя из тематики выпуска делят катехизисные талеры на следующие разновидности:
1) религиозный талер (нем. Elaubenstaler) 1665 года на котором приведено перечисление свойств христианского бога;
2) предсмертный талер (нем. Sterbetaler) 1668 и 1671 годов с сердцем и черепом, чеканенный в связи с апоплексическими ударами, перенесенными герцогом Эрнстом;
3) брачный талер (нем. Ehestandstaler) с женихом и невестой в честь бракосочетания принца Фридриха в 1669 году;
4) крестильный талер (нем. Tauftaler), чеканенный в 1670 году в честь крестин первой внучки герцога с изображенным на нём крещением Христа;
5) талер блаженства (нем. Seligkeitstaler) 1672 года с изречениями на тему обещанного христианской религией вечного блаженства.
Все прочие нумизматические словари, как отечественные, так и зарубежные, дублируют эту классификацию катехизисных талеров, признавая её в качестве базовой.